# Apollo 16
Apollo 16 (angleško Apolon 16) je bila peta vesoljska odprava s človeško posadko, ki je pristala na Luni. Odprava je bila deseta po vrsti v Nasinem Programu Apollo.
Odprava se je pričela 16. aprila 1972, končala pa 27. aprila 1972. Na Luni so pristali 20. aprila.

## Posadka
Številka v oklepaju predstavlja število vesoljskih poletov vključno s tem za vsakega člana posadke.
- John Watts Young (4), poveljnik odprave (CDR)
- Thomas Kenneth Mattingly (1), pilot Komandnega modula (CMP)
- Charles Moss Duke (1), pilot Lunarnega modula (LMP)

Young in Duke sta bila v nadomestni posadki Apolla 13, Mattinglyja pa so izbrali za pilota Komandnega modula Apolla 13, vendar so ga zaradi izpostavljenosti ošpicam od Dukea umaknii iz posadke.

### Nadomestna posadka
- Fred Wallace Haise, poveljnik odprave
- Stuart Allen Roosa, pilot Komandnega modula
- Edgar Dean Mitchell, pilot Lunarnega modula

Neuradno nadomestno posadko so sestavljali: Haise kot poveljnik, William Reid Pogue kot pilot Komandnega modula in Gerald Paul Carr kot pilot Lunarnega modula, ki so prišli v izbor za glavno posadko Apolla 19. Ko so septembra 1970 dokončno preklicali odpravi Apollo 18 in Apollo 19, posadka ne bi mogla priti na vrsto. Roosa in Mitchell sta tako po vrniti z odprave Apollo 14 prišla v nadomestno posadko, Poguea in Carra pa so dodelili v Program Skylab, kjer sta kasneje letela v odpravi Skylab 4.

### Pomožna posadka
- Philip Kenyon Chapman
- Anthony Wayne England
- Henry Warren Hartsfield
- Robert Franklyn Overmyer